# Potencial d'elèctrode
En química o electroquímica, el potencial d'elèctrode, E, d'acord amb IUPAC, és la força electromotriu d'una cel·la galvànica composta de dos elèctrodes:
- Al costat esquerre del diagrama cel·lular hi ha l'elèctrode normal d'hidrogen (ENH), i
- Al costat dret hi ha l'elèctrode del qual s'està definint el potencial.

L'ENH es defineix que té un potencial de 0 V, per la qual cosa el potencial de cel·la amb signe de la configuració de sobre és:
Ecel·la = Eesquerre (ENH) − Edreta = 0 V − Eelèctrode = Eelèctrode.
ENH és càtode i l'elèctrode és ànode.

## Mesura

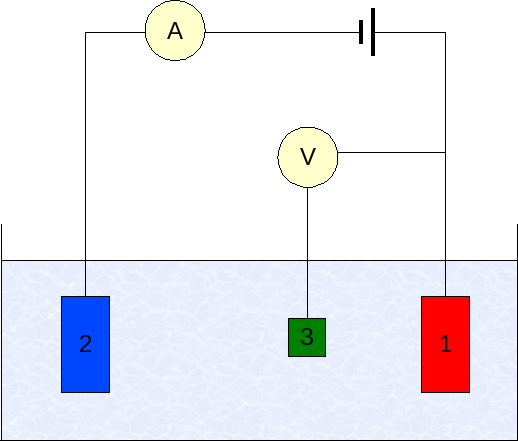
Configuració de tres elèctrodes per a la mesura del potencial d'elèctrode

La mesura es du a terme generalment utilitzant una configuració de tres elèctrodes (vegeu-ne el dibuix):
1. Elèctrode de treball
2. Elèctrode auxiliar
3. Elèctrode de referència (elèctrode d'hidrogen estàndard o un equivalent)

Les mesures de potencial es realitzen amb el pol negatiu d'un electròmetre connectat a l'elèctrode de referència i el pol positiu a l'elèctrode de treball.
El potencial mesurat de l'elèctrode de treball pot ser un:
- Potencial d'equilibri (reversible) en l'elèctrode de treball.
- Potencial net de reacció diferent de zero a l'elèctrode de treball però amb un corrent net real nul ("potencial de corrosió" "mescla")
- Potencial amb un corrent net diferent de zero sobre l'elèctrode de treball.